# سنترالیا (واشینگتن)
سنترالیا (به انگلیسی: Centralia) شهری در شهرستان لوئیس ایالت واشینگتن است که در سرشماری سال ۲۰۱۰ میلادی، ۱۶۳۳۶ نفر جمعیت داشته‌است.